# Ribeirinha (Horta)
Ribeirinha ist eine portugiesische Gemeinde (Freguesia) im Kreis (Concelho) von Horta auf der Azoreninsel Faial.
Der verlassene Leuchtturm von Ribeirinha und der Aussichtspunkt Miradouro da Ribeirinha liegen in der Gemeinde.

## Geschichte und Sehenswürdigkeiten
Ab Ende des 16. bzw. Anfang des 17. Jahrhunderts entstand die Ortschaft. Der Franziskaner und Historiker Diogo das Chagas notierte 1643 eine Einwohnerzahl von 254 in 71 Haushalten.
Der Leuchtturm von Ribeirinha wurde 1919 errichtet. Bei dem Erdbeben im Juli 1998 wurde er so stark beschädigt, dass er aufgegeben werden musste.
Bei dem Erdbeben am 9. Juli 1998 wurde der Ort stark zerstört. Erhalten blieb der kleine Fischereihafen Porto da Boca da Ribeira mit einer kleinen Seemannskapelle. Im Ortskern steht die Heilig-Geist-Kapelle Império do Divino Espírito Santo da Ribeirinha, in deren Fassade die Jahreszahl 1955 das Jahr der Erbauung angibt. Die dreischiffige Pfarrkirche Igreja de São Mateus wurde 1934 eingeweiht, nachdem der 1666 errichtete Vorgängerbau 1926 bei einem Erdbeben zerstört worden war. Auch sie fiel dem Erdbeben vom 9. Juli 1998 zum Opfer, doch ist längerfristig ein Wiederaufbau geplant. Die 1970 erbaute Kirche Igreja de São Antonio im Ortsteil Espalhafatos, 1998 ebenfalls zerstört, wurde 2006 wieder aufgebaut.

## Gemeinde
Ribeirinha ist Sitz einer gleichnamigen Gemeinde (Freguesia) im Kreis (Concelho) von Horta. In ihr leben 404 Einwohner (Stand 19. April 2021).
Die Gemeinde besteht aus zwei Ortschaften:
- Espalhafatos
- Ribeirinha